# Kobajasi Ju
Kobajasi Ju (1987. szeptember 23. –) japán labdarúgó, a Kawasaki Frontale csatára.

## Statisztika

### A válogatottban
| Japán válogatott | Japán válogatott | Japán válogatott |
| Év               | Mérk.            | Gólok            |
| ---------------- | ---------------- | ---------------- |
| 2014             | 2                | 0                |
| 2015             | 0                | 0                |
| 2016             | 6                | 0                |
| 2017             | 3                | 2                |
| 2018             | 3                | 0                |
| Összesen         | 14               | 2                |

## Sikerei, díjai
Kawasaki Frontale
- Japán bajnokság: 2017, 2018, 2020, 2021
- Japán Császár-kupa: 2020, 2023
- Japán ligakupa: 2019
- Japán szuperkupa: 2019, 2021